# Kalay Airport
Kalay Airport är en flygplats i Myanmar.   Den ligger i regionen Sagaingregionen, i den nordvästra delen av landet, 400 km nordväst om huvudstaden Naypyidaw. Kalay Airport ligger 128 meter över havet.
Terrängen runt Kalay Airport är huvudsakligen platt, men åt nordväst är den kuperad. Runt Kalay Airport är det ganska tätbefolkat, med 104 invånare per kvadratkilometer. I omgivningarna runt Kalay Airport växer huvudsakligen savannskog.